# Baracklägret i Doverstorp

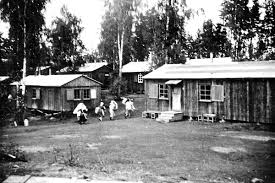
Baracklägret i Doverstorp, 1944-1946

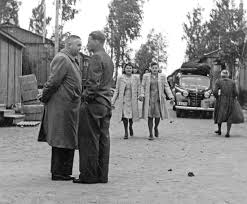
Klädeshandlaren Nils Karlsson från Linköping, som sålde kläder till lägret, vid ett besök där 1945. Bilen i bilden är en Opel Olympia av 1938-1939 års modell.

Baracklägret i Doverstorp var en flyktingförläggning, som våren 1944 inrättades söder om Doverstorp i Finspångs kommun. Lägret var 1944–1945 Sveriges största, och sammanlagt vistades där under dessa år 8 000 personer, varav många endast en kort period.

## Lägrets uppbyggnad
Lägret låg på gården Mogårds mark vid sjön Glan och uppfördes som en barackstad för 3 000 personer av Statens utrymningskommission. I lägret fanns ett hundratal förläggningsbaracker, som levererades av Hedlunds-Hus i Furudal. Varje barack hade två sovsalar med tillsammans 13 sängar. Husen, som saknade el, vatten och avlopp, värmdes upp av en kamin och en spis.
För lägret byggdes ett vattenverk på sjöstranden, och det grävdes ned vattenledningar med tolv tappställen utomhus. Lägret hade två matsalsbyggnader med kök och plats för 250 matgäster vardera, samt en bastu som klarade 150 badande per dag. För tvätt fanns tre tvättstugor samt tvättbryggor vid sjön Glan.

## Baltiska flyktingar
Förläggningen planerades ursprungligen som ett evakueringsläger för kvinnor och barn, för den händelse Norrköping med sin djuphamn skulle bli ett bombmål. I stället blev det flyktingar från Estland som fick sin tillflyktsort där för en tid. Ungefär 70 000 ester flydde från sitt hemland under 1944 och 1945, varav hälften kom till Sverige. Omkring 6 000 ester passerade lägret i Doverstorp. I lägret fanns en arbetsförmedling. Lägret användes för estländare fram till våren 1945.

## Kvinnor från tyska koncentrationsläger
Våren 1945 byggdes lägret snabbt om till karantän, med taggtrådsstängsel runt om för att hindra eventuell smittspridning, för befriade kvinnliga lägerfångar från det nazistiska koncencentrationslägret för kvinnor Ravensbrück i Tyskland. De kom till Sverige från Tyskland tack vare en räddningsaktion av Svenska Röda korset, som började med de av Folke Bernadotte organiserade Vita bussarna. Den första gruppen anlände från Malmö till Norrköping med tåg den 6 maj 1945. Efter genomgång på tillfälligt inrättade beredskapssjukhus i två skolor i Norrköping, fördes de som hjälpligt tillfrisknat vidare till olika läger. Doverstorp tog under våren och sommaren 1945 emot mellan 1 500 och 2 000 kvinnor från i huvudsak Polen, varav en tredjedel judinnor.

## Lägret idag
År 1946 hade förläggningen spelat ut sin roll och barackerna monterades ned och såldes. Idag (2024) återstår bara en jordkällare och grunder till baracker, pumpstation och bastu, samt rester av vattenledningar med tappkranar.